# Циганок Віталій Антонович
Віта́лій Анто́нович Цигано́к — генерал, заступник голови Служби безпеки України (з 1 березня 2014).

## З біографії
До березня 2010 займав посаду заступника Голови СБУ — начальника Департаменту захисту національної державності СБУ.
З липня 2008 до квітня 2010 входив до складу Центру з питань безпеки та правопорядку, створеного на період підготовки та проведення в Україні фінальної частини Чемпіонату Європи з футболу 2012.
З 1 березня 2014 року — перший заступник Голови СБУ.
З 7 березня 2014 року — керівник Антитерористичного центру при СБУ.

## Нагороди
Орден «За заслуги» III ступеня (серпень 2009).